# Фармерсвілл (Пенсільванія)
Фармерсвілл (англ. Farmersville) — переписна місцевість (CDP) в США, в окрузі Ланкастер штату Пенсільванія. Населення — 1051 особа (2020).

## Географія
Фармерсвілл розташований за координатами 40°7′27″ пн. ш. 76°9′8″ зх. д. / 40.12417° пн. ш. 76.15222° зх. д. (40.124234, -76.152095).  За даними Бюро перепису населення США в 2010 році переписна місцевість мала площу 6,62 км², з яких 6,62 км² — суходіл та 0,00 км² — водойми.

## Демографія
Згідно з переписом 2010 року, у переписній місцевості мешкала 991 особа в 318 домогосподарствах у складі 194 родин. Густота населення становила 150 осіб/км².  Було 328 помешкань (50/км²).
Расовий склад населення:
| - 99,1 % — білих - 0,2 % — корінних американців - 0,1 % — чорних або афроамериканців |

До двох чи більше рас належало 0,4 %. Частка іспаномовних становила 1,0 % від усіх жителів.
За віковим діапазоном населення розподілялося таким чином: 22,0 % — особи молодші 18 років, 33,7 % — особи у віці 18—64 років, 44,3 % — особи у віці 65 років та старші. Медіана віку мешканця становила 54,9 року. На 100 осіб жіночої статі у переписній місцевості припадало 77,0 чоловіків;  на 100 жінок у віці від 18 років та старших — 63,8 чоловіків також старших 18 років.
За межею бідності перебувало 25,4 % осіб, у тому числі 70,2 % дітей у віці до 18 років та 5,8 % осіб у віці 65 років та старших.
Цивільне працевлаштоване населення становило 325 осіб. Основні галузі зайнятості: освіта, охорона здоров'я та соціальна допомога — 38,8 %, роздрібна торгівля — 21,8 %, гуртова торгівля — 13,2 %, сільське господарство, лісництво, риболовля — 8,3 %.